# Walther Flemming
Walther Flemming (Schwerin, 21 aprile 1843 – Kiel, 4 agosto 1905) è stato un biologo tedesco e fondatore della citogenetica.
Fu il quinto figlio, unico maschio, dello psichiatra Carl Friedrich Flemming e della seconda moglie di questi, Auguste Winter.
Durante i suoi studi al Gymnasium der Residenzstadt, uno dei suoi colleghi fu Heinrich Seidel.

## Studi e carriera
Flemming si laureò in biologia nel 1868 all'Università di Rostock. Lavorò come insegnante all'Università di Praga per tre anni dal 1873 al 1876, anno in cui accettò la cattedra di anatomia all'università di Kiel. In seguito divenne direttore dell'istituto di anatomia e vi lavorò sino alla sua morte.
Nel 1882, Flemming descrive la divisione cellulare. Si rende conto della presenza di corpiccioli a forma di bastoncino (chiamati successivamente cromosomi   da Waldeyer nel 1888), introducendo il termine mitosi. E   per la prima volta (grazie a particolari tecniche di colorazione) evidenzia nel nucleo delle cellule la presenza di una massa filamentosa, detta cromatina.